# Пембрук Пајнс (Флорида)
Пемброк Пајнс (енгл. Pembroke Pines) град је у америчкој савезној држави Флорида. По попису становништва из 2020. у њему је живело 171.178 становника.

## Демографија
Према попису становништва из 2010. у граду је живело 154.750 становника, што је 17.323 (12,6%) становника више него 2000. године.
|                   | 2010.            | 2000.            |
| Укупно            | 154 750 (100,0%) | 137 427 (100,0%) |
| Хиспаноамериканци | 64 061 (41,40%)  | 38 700 (28,16%)  |
| Белци             | 50 964 (32,93%)  | 72 464 (52,73%)  |
| Афроамериканци    | 30 644 (19,80%)  | 18 210 (13,25%)  |
| Азијати           | 7 627 (4,929%)   | 5 163 (3,757%)   |
| Остали            | 1 454 (0,940%)   | 2 890 (2,103%)   |

## Партнерски градови
- Астрахан